# Camille Perier
Pour les autres membres de la famille, voir Famille Casimir-Perier.
Camille Périer (15 août 1781 à Grenoble-14 septembre 1844 à Paris) est un homme politique et un géographe français.

## Biographie
Il est le fils de Claude Perier et le frère de Casimir Perier. Ayant fait l’École centrale de Grenoble, puis Polytechnique entre 1799 et 1800, il est ensuite élève de l'École des mines de 1800 à 1802. Il devient successivement membre du Bureau des Statistiques, auditeur au Conseil d'État, préfet de la Corrèze (1810) puis de la Meuse. Il est ensuite député de la Sarthe (1828-1834), de la Corrèze (1835-1837) et pair de France (1837-1844). Il sera également maire de Chatou et fait chevalier de la Légion d'honneur.
En 1809 à Paris, il épouse Adèle Le Couteulx de la Noraye, cousine d'un Régent de la Banque de France. Après le décès de son épouse le 20 juillet 1829, il épouse le 26 novembre 1830 à Paris, en secondes noces, Marie de Pourcet de Sahune (sœur de Louis de Pourcet de Sahune). Il meurt en 1844 sans postérité.
Comme député, il est l'un des premiers signataires de la première délibération des députés prise le 30 juillet 1830 pour proposer la lieutenance générale au duc d'Orléans, le futur Louis-Philippe.

## Décorations
Chevalier de la Légion d'honneur (1811)